# Kanton Calais-2
Kanton Calais-2 is een kanton in het Franse departement Pas-de-Calais. Het kanton maakt deel uit van het arrondissement Calais. Kanton Calais-2 is in 2015 ontstaan uit de kantons Ardres,  Calais-Centre, Desvres en Guînes.

## Gemeenten
Het kanton omvat de gemeenten:
- Alembon
- Andres
- Ardres
- Les Attaques
- Autingues
- Bainghen
- Balinghem
- Bouquehault
- Boursin
- Brêmes
- Caffiers
- Calais (gedeeltelijk)
- Campagne-lès-Guines
- Coulogne
- Fiennes
- Guînes
- Hardinghen
- Herbinghen
- Hermelinghen
- Hocquinghen
- Landrethun-lès-Ardres
- Licques
- Louches
- Nielles-lès-Ardres
- Rodelinghem
- Sanghen